# الحزب الشيوعي في البوسنة والهرسك
الحزب الشيوعي في البوسنة والهرسك أو رابطة الشيوعين في البوسنة والهرسك (بالصربو-كرواتية: Savez komunista Bosne i Hercegovine, SK BiH, Савез комуниста Босне и Херцеговине, СК БиХ) كان فرعًا لرابطة شيوعيي يوغسلافيا في البوسنة والهرسك.